# Христифор Гопчевић
Христифор Гопчевић (Херцег Нови, 1765. - Трст, 1850), био је познати српски бродовласник из Трста пореклом из Херцег Новог. Био је ожењен Софијом Квекић из Херцег Новог (1792.- Трст, 1854) са којом је добио два сина, Ђорђа (1814) и Спиридона (1815) У Трст је дошао први пут 1805. а ускоро се преселио из Херцег Новог који је тад био под Аустријом са своја три бригантина, привучен његовим експлозивним растом и могућношћу зараде. Био је иницијатор породице бродовласника који су поставили темеље свог пословног успеха у Трсту, а помогао развој града економски. Захваљујући свом успешном пословању и трговини, био је један од оснивача Новог илирског осигруавајећег друштва, заједно са партнерима Јакобом Куриелом и Алесандром Галатијем.